# Bacuma maculipennis
Bacuma maculipennis är en stekelart som först beskrevs av Szepligeti 1914.  Bacuma maculipennis ingår i släktet Bacuma och familjen bracksteklar. Inga underarter finns listade.